# Lijst van softwarelicenties
Software kan onder verschillende licenties worden verspreid. Hieronder volgt een lijst van softwarelicenties.

## Indeling
Softwarelicenties zijn in te delen volgens de rechten en verplichtingen met eventuele kosten:

### Propriëtaire software
Onder propriëtaire software verstaat men software waarvan de broncode niet beschikbaar is. Veel propriëtaire software gebruikt een 'gewone' commerciële gebruikersovereenkomst waarbij men tegen betaling het recht verkrijgt om de software onder bepaalde voorwaarden te gebruiken, soms eeuwigdurend, soms voor een bepaalde tijd. Daarnaast zijn er varianten die gratis gebruik van de software of van een deel ervan toestaan, al dan niet met beperkingen:
- Freeware, gratis
- Abandonware, gratis, door de auteur niet meer onderhouden software, meestal geen expliciete licentie
- Adware, freeware met advertenties
- Beerware, freeware waarbij de ontwikkelaar een krat bier vraagt
- Cardware, freeware waarbij de ontwikkelaar om een ansichtkaart vraagt
- Careware, freeware waarbij de ontwikkelaar vraagt dat er geld aan een goed doel wordt geschonken
- Donationware, freeware met eventuele donatie
- Shareware, freeware met beperkingen, die meestal na een proefperiode moet worden aangekocht. De broncode is een hele enkele keer vrij beschikbaar.
- Crippleware, freeware met beperkingen
- Freemium, vorm van shareware waarbij het basisproduct gratis is, maar een abonnement of herhaalde betaling nodig is voor volledige functionaliteit
- Nagware, vorm van shareware
- Trialware, ingebouwde tijdsbeperking

### Broncode of origineel materiaal beschikbaar
- Creative Commons-licenties
- Opensourcesoftware en vrije software waaronder:
  - Affero General Public License
  - Apache-licentie
  - Artistic License
  - Apple Public Source License APSL
  - BSD-licentie
  - Eclipse Public License EPL
  - General Public License GPL
  - GNU Lesser General Public License LGPL
  - MIT-licentie
  - Mozilla Public License MPL
  - Openbare Licentie van de Europese Unie EUPL
- Publicdomainsoftware
- Sharedsourcesoftware, beschikbaar voor een beperkt aantal personen, vrij aanpassen mag niet

## Websites
- choosealicense.com, overzicht van Open Source licenties